# Patrick Gabriel

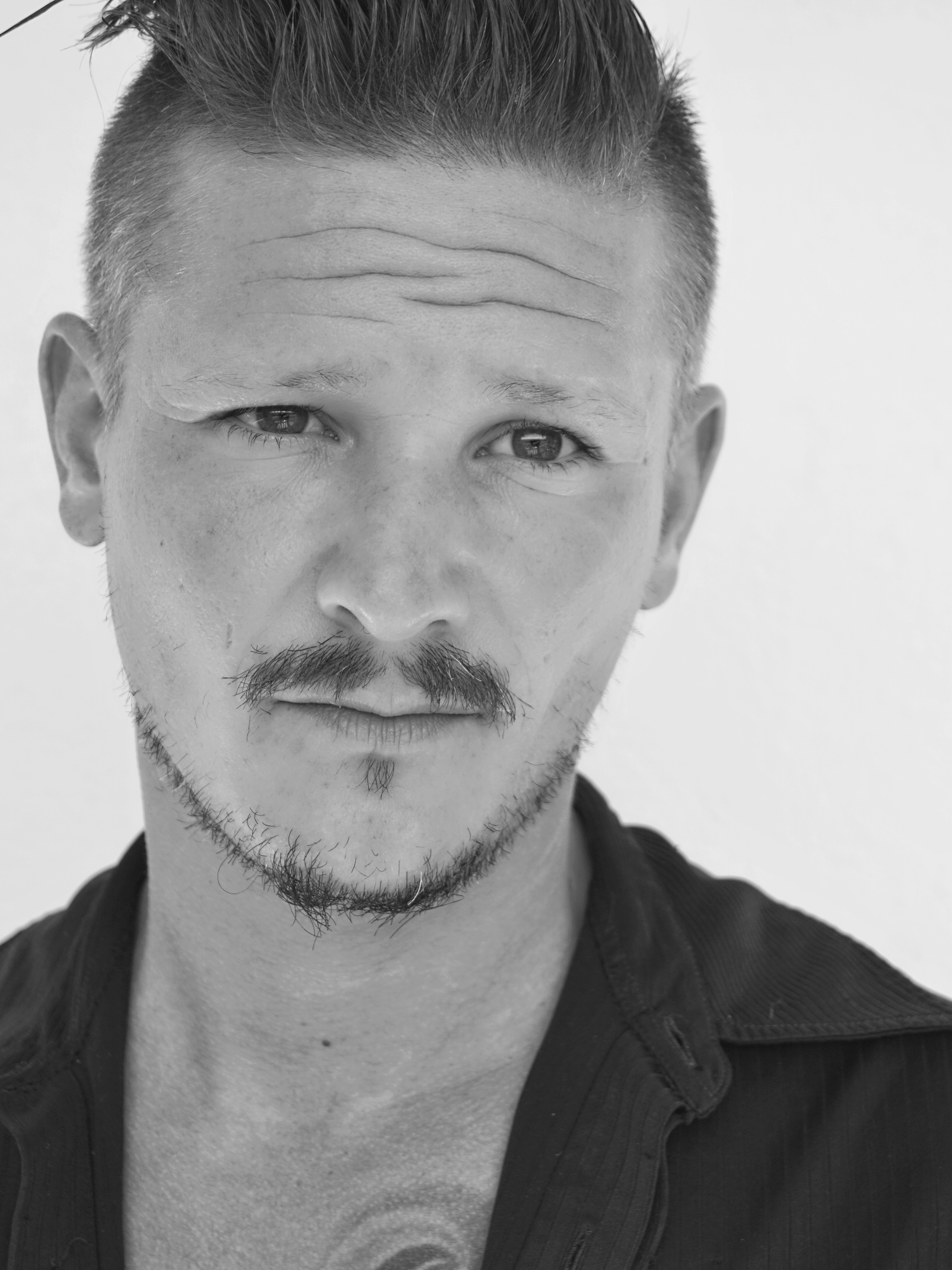

Patrick Gabriel (* 19. Dezember 1979 in Bamberg) ist ein deutscher Theaterschauspieler.

## Leben
Gabriel, aufgewachsen in Freilassing, schloss 2000 eine Ausbildung zum Steuerfachangestellten ab. 2005 beendete er das berufsbegleitende Studium zum Geprüften Bilanzbuchhalter (IHK - BA). Im Jahr 2004 nahm er privaten Schauspielunterricht bei Bernd Seidel und Inge Flimm (Regisseurin) in München. Schon während seiner Schauspielausbildung wurde er für Hauptrollen an unterschiedlichen Bühnen sowie für Moderationen engagiert. Zudem wirkte er in mehreren Kurzfilmen mit. 2009 erhielt er die Anerkennung zum staatlich anerkannten Schauspieler von der Zentralen Auslands- und Fachvermittlung (ZAV) München. 
Ab 2013 erhielt er Engagements bei Theatergastspiele Kempf und spielte u. a. neben Bernhard Bettermann, Dennenesch Zoudé und Patrick Wolff die Rolle des Sosias in Amphitryon von Heinrich von Kleist, sowie die Rolle des Joey in dem Zwei-Mann-Stück A Steady Rain von Keith Huff als deutsche Erstaufführung, mit Patrick Wolff als Spielpartner auf deutschen Bühnen, u. a. im Ruhrfestspielhaus Recklinghausen.
Patrick Gabriel ist seit 2007 mit dem Regisseur Bernd Seidel verheiratet. Im Januar 2013 wanderten sie von Kleinhöhenrain (Oberbayern) nach Mijas Pueblo (Andalusien) aus.

## Projekte
- seit 2013: Molino Amici Artium (Mijas Pueblo, Andalusien)
- seit 2006: TAT Kreativ-Akademie, München

### Theater
- Volksvernichtung oder meine Leber ist sinnlos von Werner Schwab (2021)
- Der große Fall der Lady Macbeth und Macbeth nach William Shakespeare (2019)
- Grauzone - Tickets ins Nichts von Harald Wiezcorek (2018)
- Die Ziege oder Wer ist Sylvia? von Edward Albee (2017/2018)
- Zu Spät! Zu Spät! Zu Spät! von Lothar Kittstein – Theatergastspiele Kempf (2016/2017)
- Zwei Beste Freunde (A Steady Rain) von Keith Huff – Theatergastspiele Kempf (2015/2016)
- Amphitryon von Heinrich von Kleist –Theatergastspiele Kempf (2014/2015)
- Der Pelikan von August Strindberg –Theatergastspiele Kempf (2013)
- Die chinesische Nachtigall von Theo Loevendie und Die Geschichte vom Soldaten von Igor Fjodorowitsch Strawinski nach einer Erzählung von Alexander Nikolajewitsch Afanassjew (2012) – in Zusammenarbeit mit ACWP Artistic Consulting Wolfgang Poser
- Macbeth von William Shakespeare (2010/2011)
- Die Liebe tanzt mit Dir – Bernd Seidel (2011)
- Der Menschenfeind von Molière (2009/2010)
- Schweig, Bub! von Fitzgerald Kusz (2007)
- Nicht Fisch, nicht Fleisch von Franz Xaver Kroetz (2006)
- Macbeth von William Shakespeare (2005)
- Die Stühle von Ionesco (2005)